# Persicaria arcuata
Persicaria arcuata là một loài thực vật có hoa trong họ Rau răm. Loài này được (Greene) Greene mô tả khoa học đầu tiên năm 1904.